# Ванька Жуков
«Ванька Жуков» — анімаційний фільм 1981 року Творчого об'єднання художньої мультиплікації студії Київнаукфільм, режисер — Леонід Зарубін.

## Сюжет
Екранізація відомого оповідання «Ванька» А.П. Чехова. Хлопчик Ванька Жуков, відданий у місто в науку до п'яниці-шевця, пише сумного листа "на село дідусеві" про своє нелегке життя-буття...

## Над мультфільмом працювали
- Автор сценарію: Н. Лень
- Режисер: Леонід Зарубін
- Художник-постановник: Н. Сапожников
- Оператор: А. Меньшиков
- Композитор: Л. Маркелов
- Звукорежисер: Ігор Погон
- Ляльководи: Жан Таран, Елеонора Лисицька, А. Трифонов
- Текст читала: Клара Румянова
- Редактор: Світлана Куценко
- Директор картини: О. Драгаєв-Бойчук